# Darevskia alpina
Darevskia alpina este o specie de șopârle din genul Darevskia, familia Lacertidae, ordinul Squamata, descrisă de Darevsky 1967. A fost clasificată de IUCN ca specie vulnerabilă. Conform Catalogue of Life specia Darevskia alpina nu are subspecii cunoscute.